# PalaFerraris
Il palaEnergica Paolo Ferraris (in precedenza palasport Ferraris) è il palazzetto dello sport di Casale Monferrato. È dedicato al politico casalese Paolo Ferraris, scomparso prematuramente nel 1996.
Qui si giocano le partite casalinghe della JB Monferrato, squadra di basket militante in Serie A2, oltre a partite di pallavolo, calcio a 5 e pallamano. Fino al 2020 ospitava le partite di pallacanestro della Junior Casale.
Nell'impianto è presente inoltre una piccola palestra, contenente anche una parete di roccia.
Oltre allo sport al PalaEnergica si tengono spettacoli e concerti.
Situato in Piazzale Azzurri Veterani Casalesi dello Sport, 1 -regione San Bernardino-, è raggiungibile dall'autostrada A26, uscita Casale Sud.
Nel corso dell'estate 2011 sono stati effettuati i lavori di ampliamento per permettere il raggiungimento di una capienza adeguata alle norme della Serie A, per un totale di 3510 posti. Dal 2021 ospita le partite casalinghe del Derthona Basket.